# Шейхо, Луис
Луис Шейхо (араб. لويس شيخو‎, англ. Louis Cheikho; 5 февраля 1859, Мардин, Османская империя — 7 декабря 1927) — халдейский католический священник, востоковед, теолог, иезуит, один из пионеров христианских арабских исследований. Преподаватель Университета Св.Иосифа в Бейруте. 

## Биография
Родился 5 февраля 1859 года в городе Мардин Османской империи. Его отец ассириец, а мать армянка.
Шейхо был коллекционером рукописей, который значительно обогатил коллекцию Университета Сен-Жозеф. Он составил первое подробное каталожное описание коллекции Университета Сен-Жозеф и пожертвовал библиотеке копии рукописей, которые он сделал сам, увидев в других библиотеках.
Некоторые его обвиняют в клевете против мусульман.
Шейхо издавал журнал «Аль-Машрек» (1898 г.), который является одним из старейших сохранившихся арабских журналов и включал в себя всё, что имело отношение к Востоку.